# Шишимарин, Вадим Евгеньевич
Вадим Евгеньевич Шишимарин (род. 17 октября 2000 года, Усть-Илимск, Иркутская область, Россия) — российский военнослужащий и военный преступник. 
Командир отделения Кантемировской дивизии во время российского вторжения в Украину в 2022 году и наступлении на город Сумы. Признан виновным в убийстве 62-летнего мирного жителя по статье о нарушении законов и обычаев войны.
Первый осуждённый в военных преступлениях на Украине. В мае 2022 года Соломенский суд Киева приговорил его к пожизненному заключению, в дальнейшем апелляционный суд смягчил наказание до 15 лет лишения свободы.

## Биография
Вадим Евгеньевич Шишимарин родился в 2000 году в городе Усть-Илимск, Иркутской области. По словам его матери, он окончил 9 классов и ПТУ, работал в шиномонтажной мастерской в Москве. После срочной службы в мае 2020 года Шишимарин подписал контракт с Министерством обороны. На момент вторжения в Украину служил командиром отделения в 4-й танковой Кантемировской дивизии Московской области.
28 февраля 2022 года украинские военные разбили под Гринченково колонну российской техники, в которой находился Шишимарин. Он и несколько российских военных захватили машину местного жителя, на которой попытались выехать в сторону границы. По дороге в селе Чупаховка они заметили 62-летнего местного жителя Александра Шелипова, который разговаривал по телефону. Под давлением сослуживцев, опасавшихся, что гражданский сообщит о них ВСУ, Шишимарин 3-4 раза выстрелил из автомата в безоружного мужчину. Одна из пуль попала в голову, мужчина умер на месте. Сам Шишмарин позже заявил, что не хотел убивать Шелипова и выстрелил, «чтобы от него отстали».
После этого военные угнали ещё один автомобиль, на котором направились в сторону села Перелуг, но попали в засаду территориальной обороны Украину. В перестрелке один из них был смертельно ранен, а остальные спрятались на свиноферме поблизости и утром 1 марта сдались в плен местным жителям.

## Судебный процесс
После пленения Шишимарин содержался под стражей и лично принимал участие в процессе. Защитником выступил назначенный адвокат Виктор Овсянников. Уже на первом заседании суда Шишимарин признал вину. 13 мая 2022 года Соломенский районный суд Киева предъявил Шишимарину обвинение по статье «Нарушение законов и обычаев войны» уголовного кодекса Украины. 29 июля того же года Киевский апелляционный суд заменил пожизненное заключение на 15 лет лишения свободы.
Российские СМИ практически не упоминали процесс, а пресс-секретарь президента России Дмитрий Песков утверждал, что Россия не может помочь подсудимому из-за отсутствия российского диппредставительства в Киеве.

## Значимость процесса
BBC отмечал, что определяющей чертой вторжения России в Украину стала преднамеренная агрессия против гражданских лиц. Только к маю 2022 года украинская сторона сообщала о более чем 11 тысячах вероятных военных преступлений против мирных жителей, однако Россия отрицала все обвинения. В этих условиях обвинительное заключение стало значительным юридическим прецедентом. Публичной реакцией России на решение украинского суда стали разработка законов и подготовка судов для украинских военнопленных, которых планировалось преследовать в России по обвинениям в военных преступлениях.